# Synagoga w Antonówce
Synagoga w Antonówce – została zbudowana przypuszczalnie w XIX w., to jest wtedy, gdy w miejscowości osiedlili się Żydzi. Uległa zniszczeniu po inwazji III Rzeszy na Związek Socjalistycznych Republik Radzieckich. Po wojnie nie została odbudowana.